# PATCO Line
La PATCO Speedline est gérée par le Port Authority Transit Corporation qui est une division autonome de la Delaware River Port Authority (DRPA). Il s'agit de la ligne rouge du métro de Philadelphie  qui relie le New Jersey à la Pennsylvanie. 
La ligne est souterraine à Philadelphie, traverse le fleuve Delaware sur le pont Benjamin-Franklin, est de nouveau souterraine dans la ville de Camden, puis en surface sur le reste du parcours dans le New Jersey. Elle comprend treize stations : neuf dans le New Jersey et quatre à Philadelphie.
L’infrastructure de la ligne appartient à la Delaware River Port Authority de Lindenwold jusqu'au tunnel de Franklin Square à Philadelphie qui appartient quant à lui à la ville. 
Le premier service sous sa configuration actuelle a eu lieu le 15 février 1969, elle transporte plus de 38 000 personnes par jour, soit 11,1 millions de passagers en 2019.

## Service

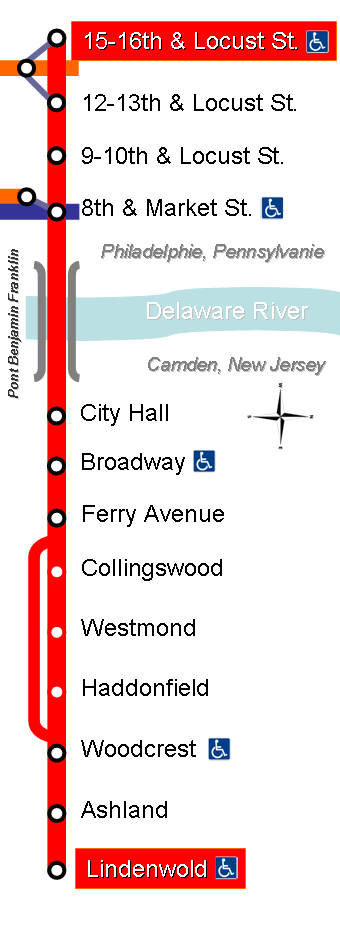
plan de la ligne

La PATCO Speedline fonctionne sans discontinuer 7j/7 et 24h/24. Elle est divisée en six types de services qui sont identifiés par des panneaux dans les stations à l’arrivée d’une rame et par une lumière à côté du panneau de service à l’intérieur des rames. 
Cette configuration est possible grâce à la présence d’une troisième voie, entre les stations Collingswood et Haddonfield moins fréquentées, qui augmente donc la vitesse commerciale des rames en heure de pointe. Les routes sont les suivantes : 
Au départ de Philadelphie : 
- Lindenwold local
- Lindenwold Express
- Woodcrest local

Au départ de Lindenwold : 
- Philadelphie local
- Philadelphie Express
- Ferry Avenue local

Ce système est exploité de 7h30 à 8h45 le matin et de 16h45 à 18h le soir. Six rames supplémentaires sont affectées durant ce laps de temps à ces dessertes partielles de la ligne. 

### Correspondances
À Philadelphie, la Patco line offre une correspondance à la Broad Street Line aux stations 15-16th & Locust et 12-13th & Locust, elle croise la Market-Frankford Line et la Broad Ridge Spur à la station 8th & Market. 
Dans le New Jersey, elle se connecte à la River Line du New Jersey Transit à la station Broadway à Camden ainsi qu'à la ligne vers Atlantic City à la station Lindenwold.

## Historique
La Patco Line suit l'itinéraire de plusieurs anciennes lignes de chemin de fer, dont certaines datent du XIXe siècle à travers Camden. Elles reliaient différents quartiers de la ville au port de Camden très prisés pour ses ferries vers Philadelphie.
Au début du XXe siècle, l'idée d'une construction reliant les deux villes fit son chemin et en 1919, les États de Pennsylvanie et du New Jersey ont formé la Delaware River Bridge Commission afin de construire un pont entre les deux villes.
Lorsque le pont Benjamin-Franklin fut inauguré le 1er juillet 1926, il avait deux structures extérieures à côté de la route principale pour le rail et l'espace pour deux voies de tramway (jamais installé) dans la médiane de la route principale. 
En 1931, la Delaware River Bridge Commission a été réorganisée et est devenue la Delaware River Joint Commission (DRJC). Elle reçoit le droit de construire une ligne de transport en commun à grande vitesse reliant Philadelphie et Camden. La construction de la voie de métro n’a commencé qu'en 1932 et après quatre ans de travaux, la Bridge Line fut inaugurée le 7 juin 1936 avec quatre stations, deux à Philadelphie (8th Street et Franklin Square) et deux à Camden (City Hall et Broadway).  
Le tunnel à Philadelphie était partagé avec la Broad Ridge Spur, l'extension est des voies express de la Broad Street Line qui avait pour but à terme de rouler autour du centre ville.
Dès son inauguration, la ligne a engendré de nombreuses demandes des communautés voisines dans le sud du New Jersey  afin de la prolonger et d’étendre ainsi l’aire métropolitaine de Philadelphie au-delà de Camden. En 1951, pour faciliter la construction et la cohésion des chantiers, les États du New Jersey et de Pennsylvanie ont étendu les pouvoirs de la Commission mixte de la Delaware River, qui possédait le pont Benjamin-Franklin, elle fut rebaptisée Delaware River Port Authority.
L'agence, dès son institution a commandé deux études aux cabinets Parsons Brinckerhoff et Louis T. Klauder & Associates  afin d'étudier les possibilités éventuelles de service du type métro vers le sud du New Jersey. 
Le 10 mai 1952, la ville de Philadelphie inaugure la prolongation du tunnel de 8th Street à 16th Street sous Locust Street vingt ans après que le gros œuvre du tunnel ait été terminé. 
Parsons Brinckerhoff a recommandé la construction d'un nouveau tunnel sous le fleuve Delaware avec un terminus unique à Philadelphie et trois lignes dans le New Jersey ; la route A irait à Moorestown, la route B à Kirkwood (maintenant Lindenwold) et de la route C à Woodbury Heights. 
L’étude de Louis T. Klauder & Associates a recommandé d'utiliser la voie du pont Benjamin-Franklin afin de desservir des quartiers fréquentés de la ville et dessina une route isolée du trafic très proche de la route B comme sur la première étude car elle arrivait à la même conclusion, ce tronçon comptait le plus grand nombre d'usagers potentiels. La seconde étude fut donc privilégiée. 
Après trois ans de travaux pour construire un pertuis de sortie de la Bridge Line à Camden et la mise à niveau des anciennes voies vers Lindenwold au format du métro, le trafic de la Bridge Line a été interrompu le 23 août 1968 afin de compléter le chantier. La nouvelle PATCO Speedline a ouvert ses portes le 15 février 1969 de 16th Street à Philadelphie en Pennsylvanie vers Lindenwold dans le New Jersey en traversant Camden. 
La ligne PATCO fut mise en service avec 8 stations dans le comté de Camden et 4 à Philadelphie, après la fermeture de la station Franklin Square en 1979 faute de passagers. En 1980, la station Woodcrest, entre les stations Haddonfield et Ashland, a ouvert ses portes à Cherry Hill. Il y a maintenant un total de 13 stations. 

## Matériel roulant
La ligne PATCO a commencé ses opérations avec les 75 véhicules livrés par la Budd Company en 1968. Ces trains sont équipées d'automatismes de conduite des trains avec une signalisation en cabine, une première aux Etats-Unis, fonctionnant avec un seul opérateur de train et pouvant atteindre des vitesses allant jusqu'à 120 km par heure. Les voitures ont été conçues pour le confort des passagers avec une climatisation moderne et un système de chauffage. Les systèmes de sonorisation ont été installés pour faire des annonces dans chaque voiture et à chaque station. La communication radio est bidirectionnelle entre les conducteurs et le centre de contrôle central. 
En 1980, 46 véhicules furent livrés par la Vickers Canada pour faire face à l’augmentation du nombre de passagers. Le parc actuel se compose donc de 121 voitures. 
Les trains sont composés de deux véhicules qui peuvent former des convois jusqu'à trois trains (six véhicules) maximum. La vitesse maximum autorisée est de 100 km par heure de Lindenwold jusqu’au pont Benjamin-Franklin tandis qu’elle est limitée à 70 km par heure sur le pont et le tunnel dans le centre de Philadelphie.
Les rames de la ligne PATCO sont stockées majoritairement au dépôt de Woodcrest, les autres sont parquées le long du réseau en heure creuse.
Un programme de rénovation des véhicules a été initié 2011. Ce programme, réalisé dans l'usine Hornell de la société Alstom, avec retard à cause de problème de logiciel, fut complété en 2019.

### Alimentation électrique de traction
Tous les trains sont alimentés électriquement. L'énergie électrique de traction provient d'un troisième rail en 750 V CC. Il y a deux postes d'alimentations du réseau électrique, l'un situé à Philadelphie pour les anciens segments du tunnel de la Bridge Line et l'autre dans le New Jersey pour les nouveaux segments de la ligne principale. Dans le New Jersey, l'électricité est distribuée via des lignes de transmission en bordure de voie dans la plage de 26,4 kV et une série de 7 sous-stations, situées environ tous les 3,2 km, transformant le courant en 750 V CC utilisés dans le troisième rail.

## Exploitation
Initialement, la ligne PATCO fut exploitée avec 195 salariés et elle employait 325 personnes à plein temps en 2015.

### Contrôle centralisé des trains
Le système centralisé de supervision et de contrôle des trains a été rénové au cours des premières années de ce siècle.

## Les projets

### L'extension ouest
Le Delaware River Port Authority a terminé en juin 2010 les études et conciliations pour la création d'une branche complémentaire à la PATCO Line qui existe aujourd'hui. Le projet, basé sur le projet de ligne C du cabinet Parsons Brinckerhoff publiée en 1952, consiste en l'ajout d'une nouvelle branche ouest à la sortie du centre ville de Camden en utilisant une ancienne ligne de chemin de fer construite dans les années 1930 vers Glassboro et désaffectée depuis les années 1980. 
La Glassboro-Camden Line serait longue de 29 kilomètres et desservira quatorze nouvelle stations sur son parcours qui sera majoritairement au niveau du sol complètement séparé du trafic coupé par des passages à niveau aux endroits nécessaires. Il n'est pas encore défini si la ligne construite sur le mode Tram-Train aura pour terminus nord 15th/16th Street à Philadelphie ou City Hall à Camden. Des rames étaient prévues toutes les sept minutes en heure de pointe et 18 000 passagers journaliers y sont attendus. Le projet ne se concrétisera pas avant 2025. 
Alors que la ligne PATCO fête son 50ème anniversaire, les projets ne se sont pas concrétisés.

### La réouverture de la station Franklin Square
Le 20 mai 2009, le Delaware River Port Authority a annoncé son intention de rouvrir la station Franklin Square fermée depuis 1979. Cette réouverture est prévue pour 2023.